# Trevor Releford
Trevor Releford (Kansas City, Misuri, 23 de diciembre de 1991) es un baloncestista estadounidense que pertenece a la plantilla del Basketball Löwen Braunschweig de la  Basketball Bundesliga. Con 1,83 metros de estatura, juega en la posición de base.

## Trayectoria deportiva
Es un base en la universidad de Alabama Crimson Tide. Tras no ser elegido en el Draft de la NBA de 2014, debutaría como profesional en Polonia, donde jugaría durante una temporadas en las filas del Wilki Morskie Szczecin.
Más tarde, jugaría la temporada 2015-16 en Grecia, en las filas del Kolossos Rodou BC, donde comenzó la temporada y la acabaría en las filas del Maccabi Kiryat Gat B.C. israelí.
En verano de 2016, volvería a las filas del Kolossos Rodou BC para jugar la temporada 2016-17.
En verano de 2017, cambia de equipo en la A1 Ethniki, para formar parte del Promitheas Patras B.C.